# Lionel Justier
Lionel Justier (Asnières-sur-Seine, Francia; 31 de agosto de 1956 – 12 de abril de 2025) fue un futbolista francés que jugó en las posiciones de centrocampista y defensa.

## Carrera

### Club
| Periodo   | Club                |
| --------- | ------------------- |
| 1975–1979 | PSG                 |
| 1978–1979 | → Paris FC (cedido) |
| 1979–1982 | Brest               |
| 1982–1983 | Nîmes Olympique     |
| 1983–1985 | Angoulême CFC       |
| 1985–1987 | FC Montceau         |
| 1987–1988 | SO Châtellerault    |
| 1988–1989 | AS Beauvais         |

### Selección nacional
A nivel de selecciones menores jugó para Francia en la categoría sub-21 en una ocasión en 1975. Jugó para Francia en una ocasión en 1978.

## Logros
- Division 2: 1980–81[4]